# Maarten Remmers
Maarten Remmers (1980) is een Nederlands regisseur en televisieprogrammamaker. Hij is vooral bekend van het televisieprogramma Keuringsdienst van Waarde waar hij sinds 2007 verslaggever is.
Remmers begon zijn televisiecarrière bij het nachtelijke televisieprogramma 6pack. Tijdens televisieseizoen 2005/2006 was hij Jakhals voor De Wereld Draait Door. 
Remmers is sinds 2016 hoofdredacteur van Dahl TV, dat sinds 2011 een onderdeel is van Warner Bros. International Television Production.